# CALIPSO
Pour l’article ayant un titre homophone, voir Calypso (homonymie).
Pour les articles homonymes, voir Calipso.
Cloud Aerosol Lidar and Infrared Pathfinder Satellite Observations

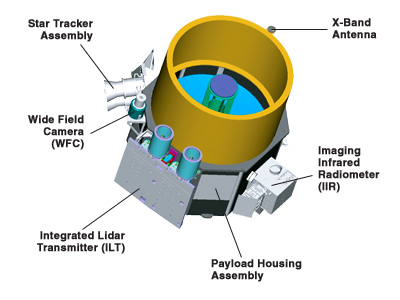
Schéma du satellite CALIPSO.

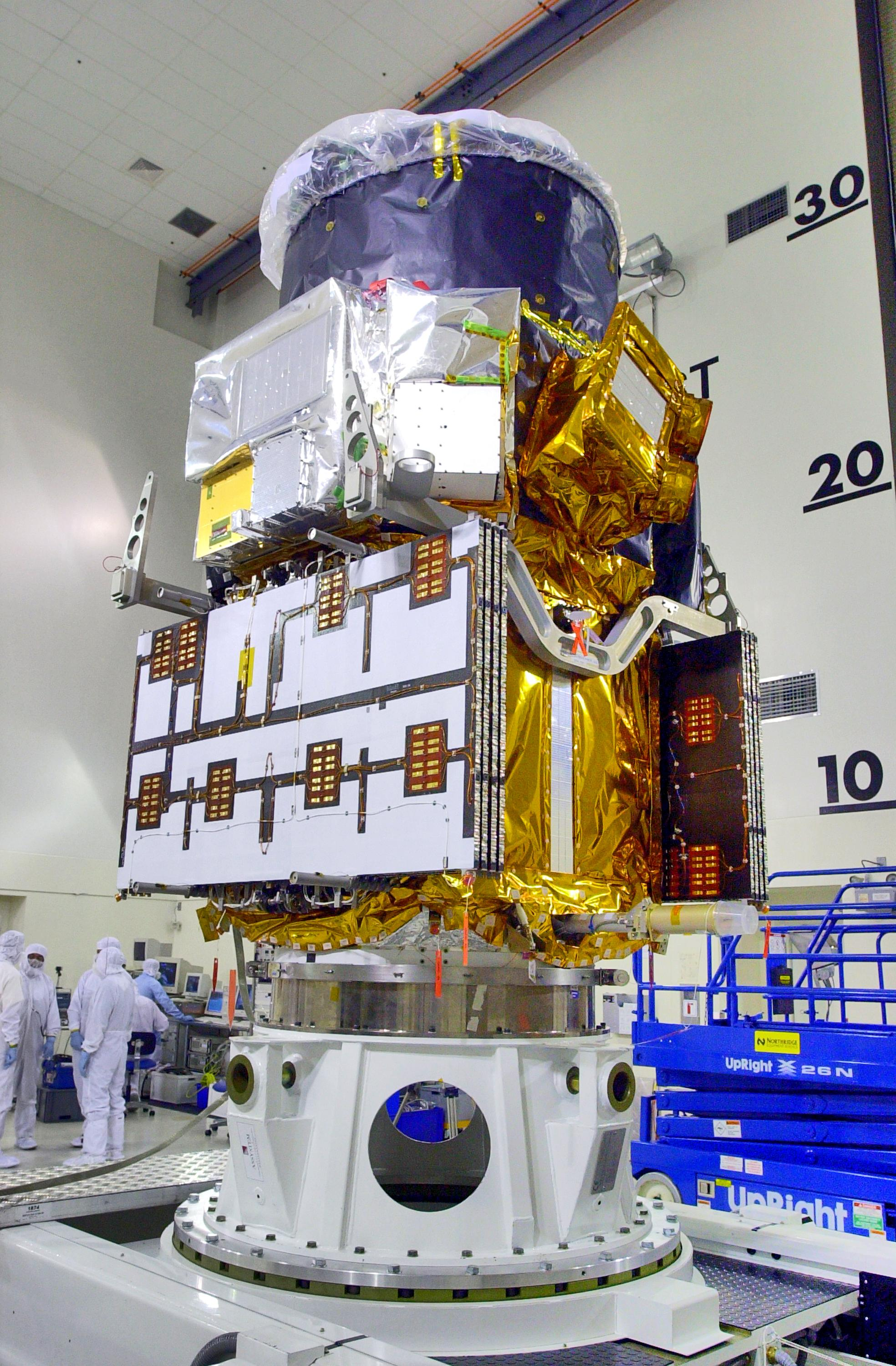
Le satellite CALIPSO en cours de préparation avant son lancement à Vandenberg.

CALIPSO (Cloud-Aerosol Lidar and Infrared Pathfinder Satellite Observation) est un satellite d'observation de la Terre de petite taille, de 635 kg, franco-américain (CNES et NASA) lancé en 2006 et mise à l'arrêt en 2023. Ses instruments permettent d'étudier les impacts radiatifs des nuages et des aérosols. L'objectif est d'améliorer le modèle mathématique de l'évolution du climat. CALIPSO fonctionne en tandem avec le satellite radar CloudSat au sein d'une constellation de satellites, la A-train, consacrée à l'observation des nuages, des aérosols et du cycle de l'eau. L'instrument principal de CALIPSO est un lidar qui permet de mesurer avec précision les caractéristiques des différents étages de l'atmosphère. La mission d'une durée initiale de 3 ans est prolongée en 2009. Cette mission spatiale fait partie du programme Earth Observing System qui regroupe un ensemble de satellites de la NASA chargés de collecter des données sur de longues périodes sur la surface de la Terre, la biosphère, l'atmosphère terrestre et les océans de la Terre.

## Contexte
La modélisation tridimensionnelle des processus climatiques à l'échelle de la planète est nécessaire pour permettre une prédiction du changement climatique qui constitue de nos jours un enjeu sociétal important. Pour que cette modélisation soit correcte il faut disposer d'une représentation exacte des processus en jeu au sein de l'atmosphère et des interactions entre l'atmosphère, l'océan et la biosphère. À l'époque de la conception de CALIPSO, la source d'imprécision la plus importante est l'impact radiatif des nuages et des aérosols. Pour avoir une meilleure connaissance du bilan radiatif de la Terre, il est nécessaire de mesurer le flux radiatif au sommet de l'atmosphère et au sol mais également à différentes hauteurs dans l'atmosphère.

## Description de la mission
Les instruments de mesure passifs qui se contentent d'analyser la lumière réfléchie par les nuages ne sont pas suffisamment précis pour atteindre ces objectifs. Le satellite CALIPSO emporte un lidar qui comprend un laser émettant de courtes impulsions lumineuses de forte intensité et un télescope qui permet de collecter la lumière renvoyée. L'analyse de celle-ci permet de déduire la composition des différentes couches de l'atmosphère.  
CALIPSO fait partie du A-train, une constellation de plusieurs satellites franco-américains qui permettent une étude co-localisée temporellement et spatialement de la grande majorité des paramètres climatologiques et météorologiques utiles pour comprendre le climat. Les mesures effectuées par le lidar de CALIPSO peuvent être ainsi rapprochées de celles du satellite CloudSat qui suit CALIPSO sur la même orbite à faible distance. Cloudsat emporte un « radar à nuages » qui constitue un autre instrument de mesure actif complémentaire du lidar. Le satellite CALIPSO est développé pour répondre aux objectifs suivants : 
- mesurer l'effet direct et indirect des aérosols.
- préciser les flux radiatifs en améliorant d'un facteur 2 la précision des estimations des flux radiatifs ondes longues.
- disposer des caractéristiques des cirrus fins, des nuages polaires et des nuages multi couches.
- contribuer aux objectifs généraux de modélisation par synergie avec les données recueillies par les satellites PARASOL, Aqua et CloudSat du A-train.

Pour remplir sa mission, le satellite est placé sur une orbite héliosynchrone à 700 km d'altitude avec une inclinaison de 98,2°.

## Le satellite et ses instruments scientifiques
CALIPSO utilise la plate-forme de minisatellite Proteus développée par le CNES et Alcatel Alenia Space (devenu Thales Alenia Space) dans le Centre spatial de Cannes - Mandelieu pour les satellites d'une masse d'environ 500 kg. CALIPSO pèse 635 kg et ses panneaux solaires déployables fournissent 560 watts. Les télémesures permettant la surveillance du satellite et les télécommandes envoyées au satellite utilisent une liaison en bande S avec un débit de 4 kbit/s (liaison montante) et 727 kbit/s (liaison descendante). Les données recueillies par les instruments de mesure sont transmises aux stations terriennes par une liaison en bande X de 80 Mbit/s.
L'instrument principal de CALIPSO est CALIOP, un lidar à rétrodiffusion et comportant deux canaux (532 nm et 1064 nm) équipé d'un télescope de 1 mètre de diamètre. Les deux autres instruments sont une caméra fonctionnant en lumière visible à ouverture grand champ et un radiomètre imageur infrarouge à 3 canaux (IIR). La NASA développe le lidar et la caméra tandis que le CNES prend en charge le radiomètre fabriqué par la société Sodern.
Les installations au sol (segment sol) comprennent les 3 composants principaux suivants :
- le centre de mission scientifique de la mission est l'Atmospheric Sciences Data Center situé au centre de recherche Langley de la NASA ; il reçoit les données scientifiques et les distribue aux utilisateurs.
- le Mission Operations Ground System également situé à Langley est chargé de la coordination globale de la mission (vol en formation du A-train, surveillance et commande de la charge utile) et de la réception des données scientifiques.
- le Satellite Operations Ground System (SOGS) au CNES à Toulouse contrôle le satellite et le fonctionnement de l'instrument IIR.

## Déroulement de la mission
Le projet est lancé en 1998 et le développement du satellite commence en 2001. CALIPSO est lancé le 28 avril 2006 depuis la base de lancement de Vandenberg en Californie, en même temps que le satellite CloudSat par un lanceur Delta II. Les premières mesures scientifiques collectées sont distribuées à compter de décembre 2006. En mars 2009, le laser de secours est activé. En 2009, il est également décidé de prolonger la mission.
Les réserves de carburant étant épuisées, et l'orbite dérivant, la mission s'arrête au 1er août 2023.